# نقد اسلام
نقد اسلام، معمولاً به نقد دین اسلام در باورها، اصول یا هر عقیدهٔ مرتبط با اسلام گفته می‌شود که از همان نخستین مرحله‌های شکل‌گیری‌اش وجود داشته است. نخستین نقدهای نوشتاری به‌دست مسیحیان و یهودیان یا همانند مسلمانانی پیشین مانند ابن راوندی نوشته شده است. تا پیش از قرن نهم میلادی، برخی اسلام را به‌عنوان شاخه‌ای رادیکال از بدعت‌گذاری در مسیحیت می‌شناختند. بعدها جهان اسلام مستقیماً مورد نقد قرار گرفت. نقد اسلام در جوامع غربی بعد از حملات ۱۱ سپتامبر و عملیات‌های تروریستی دیگر مسلمانان در قرن ۲۱ م، بار دیگر، شدت گرفت. در سال ۲۰۱۴ میلادی، حدود یک‌چهارم (۲۶٪) کشورها و مناطق جهان قوانین ضدِکفرگویی داشتند و همچنین ۱۳٪ کشورها قوانین ضد ارتداد داشتند. در ۲۰۱۷ میلادی، ۱۳ کشور از بین کشورها با اکثریت مسلمان دارای مجازات مرگ برای ارتداد و کفرگویی بودند.
موارد شامل نقد محمّد در زندگی عمومی و شخصی اوست. مسائل مربوط به صحّت و اخلاق در قرآن، کتاب مقدس مسلمانان، نیز توسط منتقدان مورد بحث قرار می‌گیرد. نقدهای دیگر پرسش‌هایی را دربارهٔ حقوق بشر در گذشته اسلام و کشورهای اسلامی مدرن مانند رفتار با زن‌ها، دگرباشان جنسی و اقلیت‌های دینی و قومی در قوانین اسلامی را بررسی می‌کند. با روند رو به رشد اخیر چندگانگی فرهنگی، توانایی و خواست مهاجرین مسلمان برای جذب شدن در جوامع غربی و کشورهایی مانند هند و روسیه نیز مورد نقد واقع شده‌است.

## پیشینه و کلیات
نقد اسلام از همان اولین مرحله‌های شکل‌گیری آن وجود داشته است. اولین نقدهای نوشتاری توسط مسیحیان نوشته شده، تا قبل از قرن نهم میلادی، برخی اسلام را به‌عنوان شاخه‌ای رادیکال از بدعت‌گذاری در مسیحیت می‌شناختند. بعدها جهان اسلام مستقیماً مورد نقد قرار گرفت. نقد اسلام در جوامع غربی بعد از حملات ۱۱ سپتامبر و عملیات‌های تروریستی دیگر مسلمانان در قرن ۲۱م بار دیگر شدت گرفت.
موارد مورد نقد شامل اخلاق محمّد، آخرین پیامبر الهی براساس اسلام، در زندگی عمومی و شخصی اوست. مسائل مربوط به صحت و اخلاق در قرآن، کتاب مقدس مسلمانان، نیز توسط منتقدان مورد بحث قرار می‌گیرد. نقدهای دیگر پرسش‌هایی را دربارهٔ حقوق بشر در گذشته اسلام و کشورهای اسلامی مدرن مانند رفتار با زن‌ها، دگرباشان جنسی و اقلیت‌های دینی و قومی در قوانین اسلامی را بررسی می‌کند. با روند رو به رشد اخیر چندگانگی فرهنگی، توانایی و خواست مهاجرین مسلمان برای جذب شدن در جوامع غربی و کشورهایی مانند هند و روسیه نیز مورد نقد واقع شده‌است.
از سوی دیگر، پاسخ‌هایی از طرف دین پژوهان و محققان اسلامی به این انتقادات مطرح شده است. برخی، اغلب اشکالات وارد شده بر دین اسلام و ایجاد تقابل میان افراد و احکام آن را ناشی از سوءبرداشت از مفاهیم اسلامی می‌دانند. برخی دیگر این مقوله را ناشی از دین‌ستیزی بسیاری از مخالفان و حس تقابل با اسلام یا حتی نفرت از آن دانسته‌اند.

## اخلاق

### محمّد
به اعتقاد مسلمانان محمّد یکی از پیامبران الهی و بنیان‌گذار اسلام است و به‌عنوان یک الگو برای پیروان این دین به حساب می‌آید. منتقدینی مانند زیگموند کوئل و ابن وراق (مسلمان پیشین) برخی از اعمال محمّد را غیراخلاقی می‌دانند.

#### قتل کعب
کعب بن اشرف یکی از مخالفان محمّد در صدر اسلام بود. کعب در یادبود کشته‌شدگان بزرگ قریش اشعاری سروده است و بزرگان قریش را به برخورد با محمّد دعوت می‌کرد. او همچنین اشعاری اروتیک دربارهٔ زنان مسلمان سروده بود که موجب توهین به مسلمانان شده بود. کعب بن اشرف، علاوه بر فعّالیت‌های تبلیغاتی بر ضد مسلمانان، مخالف فعّالیت‌های اقتصادی و تجاری آنان نیز بوده است. به همین دلیل، به هنگام برپایی بازار مسلمانان در محلهٔ بقیع‌الزُبیر مدینه، کعب طناب‌های بازار مسلمانان را برید. چون کعب از آزار محمّد و یارانش دست‌بردار نبود، محمّد از مسلمانان خواست تا به شر و آزار وی پایان دهند. با اعلام رضایت محمّد، چند تن از قوم اَوس که از آن جمله عبّاد بن بِشر، ابونائله سلکان بن سلامه (برادر رضاعی کعب) بودند، کعب را در خارج از قلعهٔ خود، در حوالی شِعْب‌العَجوز، در بیرون مدینه، به شکل غافلگیرانه‌ای کشتند. پس از آنکه محمّد خبر قتل کعب را می‌شنود برای قاتلان آرزوی شادی می‌کند و خدا را شکر می‌نماید.

#### سن پایین عایشه
[[ازدواج عایشه با پیامبر اسلام در سنین پایین یکی از موضوعات بحث‌برانگیز و مناقشه‌آمیز در تاریخ اسلام است که انتقادات شدیدی را به همراه دارد. این ازدواج که در زمان عایشه در حدود شش سالگی و با consummation در نه سالگی صورت گرفت، نه تنها به لحاظ اخلاقی قابل تأمل است، بلکه نشان‌دهنده ناهنجاری‌های فرهنگی و اجتماعی آن زمان می‌باشد.نقض حقوق کودک
ازدواج در سنین پایین به‌وضوح نقض حقوق کودک است. در جوامع مدرن، ازدواج کودکان به‌عنوان یکی از بزرگ‌ترین مسائل اجتماعی و انسانی شناخته می‌شود و منجر به تبعات منفی بسیاری از جمله آسیب‌های جسمی، روانی و اجتماعی می‌شود. عایشه، به عنوان یک کودک، از حقوق اولیه خود برای انتخاب همسر و تصمیم‌گیری درباره آینده‌اش محروم بود. 'تضاد با استانداردهای مدرن']]
[[ازدواج عایشه در سن پایین به وضوح با استانداردهای اخلاقی و قانونی جوامع مدرن در تضاد است در بسیاری از کشورهای امروزی، ازدواج در سنین زیر 18 سال به عنوان نقض حقوق کودک و اخلاقیات محسوب می‌شود. این مسئله میتواند به سؤالاتی درباره دیدگاه اسلام نسبت به حقوق زنان و کودکان منجر شود. نقد دیگر به این موضوع به تأثیرات اجتماعی و فرهنگی آن مرتبط است. ازدواج‌های زودهنگام می‌تواند به بروز مشکلاتی در سلامت روان و جسمی زنان و کودکان منجر شود و در جوامع مختلف ممکن است به چرخه‌ای از فقر و نابرابری اجتماعی دامن بزند. این نکته میتواند به عدم پذیرش آموزه‌های اسلامی در جوامع معاصر منجر شود. بسیاری از منتقدان بر این باورند که تفسیرهای مختلف از سن عایشه و چرایی این ازدواج می‌تواند به اختلاف نظرهای شدیدی منجر شود. برخی افراد سعی دارند تا با توجیه این ازدواج، آن را به شرایط فرهنگی و اجتماعی آن زمان نسبت دهند، اما این توجیهات ممکن است در برابر انتقادات مدرن و اصول اخلاقی انسانی کارایی نداشته باشند.
براساس حدیث‌های منابع سنی، عایشه در هنگام عقد با محمّد شش یا هفت سال داشت و در هنگام ازدواج به سن نه‌سالگی رسیده بود]]. جریر طبری که ۲۰۰ سال پس از مرگ محمّد در ایران به‌دنیا آمده‌است، در کتاب تاریخ طبری، عایشه را در هنگام ازدواج ۱۰ساله می‌داند. شش‌صد سال بعد از مرگ محمّد، ابن خلکان عایشه را در زمان عقد نُه‌ساله و در هنگام ازدواج دوازده‌ساله توصیف می‌کند.
در قرن بیستم یک نویسندهٔ هندی به‌نام محمّد علی احادیث مربوط به سن کم عایشه را زیر سؤال برد؛ او تفسیر جدید محمّد بین عبدالله خطیب تبریزی در کتاب مشکات المصابیح را سند قرار داد که در آن سن عایشه در هنگام ازدواج ۱۹ سال اعلام می‌شود. کالین ترنر استاد انگلیسی مطالعات اسلامی گفته است که چون ازدواج یک مرد مسن با یک دختر جوان در میان بادیه‌نشینان امری رایج بوده‌ است، نمی‌توان عمل محمّد در آن دوران را نامناسب دانست. کارن آرمسترانگ نویسندهٔ انگلیسی نیز می‌گوید «هیچ عمل زشتی در ازدواج محمّد با عایشه وجود ندارد. ازدواج غیابی برای بستن پیمان صلح در آن زمان با دخترانی حتی جوان‌تر از عایشه رایج بوده‌است».
مسلمانان علت این امر را موقعیت محمّد به عنوان رهبر جامعهٔ قبیله‌ای آن زمان می‌دانند که ازدواج‌ها بیشتر دلایل سیاسی داشته و محمّد اهداف والاتری از برآورده کردن نیازهای نفسانی دنبال می‌کرده‌ است. به همین دلیل محمّد تا ۵۰سالگی تنها یک همسر داشت.
اما منتقدان میگویند بسیاری از مسلمانان تلاش میکنند این ازدواج را با توجه به شرایط فرهنگی آن زمان توجیه کنند، اما این تلاش‌ها اغلب ناکافی و ناتوان از پاسخ به انتقادات مدرن و انسانی هستند. هیچ توجیهی نمی‌تواند رفتارهایی که به حقوق بنیادی انسان‌ها لطمه میزنند، توجیه کند.

### اخلاق در قرآن

صحنه‌ای از فیلم تسلیم که در آن آیه‌هایی از قرآن بر روی بدن زنان مسلمانی که مورد آزار قرار گرفته‌اند نشان داده می‌شود.

به‌گفتهٔ برخی از منتقدان اخلاق در قرآن به نسبت اخلاق در مسیحیت و یهودیت که اسلام ادعای تکمیل آن‌ها را دارد، پسرفت کرده‌است. برای مثال دانشنامهٔ کاتولیک می‌نویسد «اخلاق در اسلام بدتر از اخلاق در یهودیت و بسیار بدتر از اخلاق در کتاب عهد جدید است» و همچنین می‌نویسد «در اخلاق اسلامی قسمت‌های قابلِ‌تحسین بسیاری وجود دارد، این قابل انکار نیست، اما هیچ اصالت و برتری در آن‌ها وجود ندارد».
- منتقدان اعتقاد دارند که قرآن می‌گوید[قرآن نساء ۳۴] «و زنانی را که از نافرمانی آنان بیم دارید نخست پندشان دهید و بعد در خوابگاه‌ها از ایشان دوری کنید و اگر تأثیر نکرد آنان را بزنید؛ پس اگر شما را اطاعت کردند دیگر بر آنها هیچ راهی برای سرزنش مجویید، که خدا والای بزرگ است.» و به مردان اجازه می‌دهد تا زنان خود را کتک بزنند.[۴۵] فیلم تسلیم که با قتل کارگردانش تئودور ون گوگ پس از ساخت فیلم بیشتر مشهور شد، با نمایش این آیه‌ها بر روی بدن زنان مسلمانی که مورد آزار قرار گرفته‌اند به انتقاد از این آیه و آیه‌های مشابه می‌پردازد.[۴۶] اما در طرف مقابل، محققان و عالمان دینی اسلام طبق آموزه‌های دینی اسلام باور دارند، لفظ «زدن» پس از ارائهٔ دو راه حل (نخست پند دادن و در صورت عدم توجیه شدن، ممانعت از هم‌بستری) و تنها در صورت قبول نکردن و نپذیرفتن حقوق مرد توسط زن (و طبق ضوابطی مانند مقداری که دیه بر آن جاری نشود[۴۷]) توصیه شده‌است؛ و اگر کسی از روی ستم و ظلم چنین کاری بکند، به هیچ وجه به احکام اسلامی عمل نکرده‌است.[۴۸] این کلمه همچنین در معانی دیگری مانند «از پیششان رفتن»، «زدن»، «آرام زدن» و «جدا شدن» نیز ترجمه شده‌است.[۴۹][۵۰][۵۱]
- برخی منتقدان اعلام می‌کنند که قرآن با دیگر ادیان سازگاری ندارد؛ زیرا به آن‌ها حمله کرده و نسبت به پیروان آن ادیان دیگر نفرت‌پراکنی می‌کند.[۹][۵۲] برای مثال، سم هریس آیه‌هایی از قرآن را به‌صورت جنگیدن با ناباورها و کافران تفسیر می‌کند. قرآن می‌گوید[قرآن توبه ۲۹] «با کسانی از اهل کتاب که نه به خدا، و نه به روز جزا ایمان دارند، و نه آنچه را خدا و رسولش تحریم کرده حرام می‌شمرند، و نه آئین حق را می‌پذیرند، پیکار کنید تا زمانی که با خضوع و تسلیم، جزیه را به دست خود بپردازند»[۵۳][۵۴] جزیه اصولاً به مالیاتی گفته می‌شود که دولت اسلامی از اهل کتاب در قبال مستثنی کردن آنها از خدمت نظامی و حفاظت از آن‌ها در مقابل تعرض دیگران، بر اساس قرارداد ذمه، از آن‌ها دریافت می‌کند.[۵۵][۵۶][۵۷][۵۸] شهروندان مسلمان به جای جزیه، خمس و زکات می‌پردازند.[۵۹] هریس در کتاب پایان ایمان مسلمانان تندرو را حاصل ترجمهٔ صریح قرآن میداند و نسبت به امکان وجود اسلام میانه‌رو شکّاک است.[۶۰]هنری مارتین ادعا می‌کند که مسئلهٔ حوری‌ها به این دلیل مطرح شده است تا پیروان محمّد را ارضا کند.[۶۱] ولی در مقابل، محققان اسلامی معتقدند در حدیث ثقلین و دیگر حدیث‌های مشابه به این اشاره شده‌است که «قرآن» و «اهل بیت» از یکدیگر جدایی‌ناپذیرند که در نتیجه، باید برای یافتن معانی صحیح آیه‌های قرآن به گفته‌های آنان مراجعه کرد و تفسیرهای درست را از احادیث آنان به دست آورد.[۶۲] به همین جهت، در تفسیرهایی از این آیه آمده‌است که «قرآن در صدد بیان یک قانون در ارتباط با شهروندانی است که در محدودهٔ حکومت اسلامی زندگی می‌کنند، اما به قوانین شهروندی پای‌بند نیستند. در حقیقت اسلام به اهل کتاب تا زمانی که قوانین و احکام اسلام را محترم شمارند و دست به تحریک بر ضد مسلمانان نزنند و تبلیغ مخالف اسلام نکنند، نه‌تنها فرمان به جنگ و ریختن خون آن‌ها نمی‌دهد، بلکه این اجازه را می‌دهد که به صورت یک اقلیت سالم مذهبی با مسلمانان زندگی مسالمت‌آمیز داشته باشند، و یکی از نشانه‌های تسلیم آن‌ها در برابر این نوع همزیستی مسالمت‌آمیز، پرداخت «جزیه» است که یک نوع مالیات سرانه محسوب می‌شود.»[۶۳]

## ادعای اعجاز قرآن

### کتاب‌هایی در رد تحدی و ادعای اعجاز قرآن
- یکی از کتاب‌هایی که در زمینهٔ مقابله با قرآن (ردّ تحدی) نوشته شده، فرقان‌الحق است که ۷۷ سوره دارد.[۶۴][۶۵][۶۶][نیازمند منبع][۶۷]
- افزون بر کتاب «الفرقان الحق» (نوشتهٔ انیس شُروش)، چند کتاب دیگر نیز به نام‌های «حسن الایجاز» (نصیرالدین الظافر)، «قرآن شعبی»، «قرآن رابسو» و «قرآن جدید»، در رد تحدی قرآن، نوشته شده‌است.[۶۸]
- ثمامة بن حبیب ملقب به مسیلمه بن حبیب، نخستین کسی بود که به فکر مبارزه با قرآن افتاد و آیاتی شبیه قرآن سرود.[۶۹][۷۰]
- ابن مقفع ادیب ایرانی قرن دوم هجری و نویسنده کتاب کلیله و دمنه و ابوالعلاء معری ادیب و شاعر قرن پنجم هجری نیز از جمله کسانی‌اند که ادعای معارضه با قرآن داشته‌اند.[۷۱]

## برده‌داری

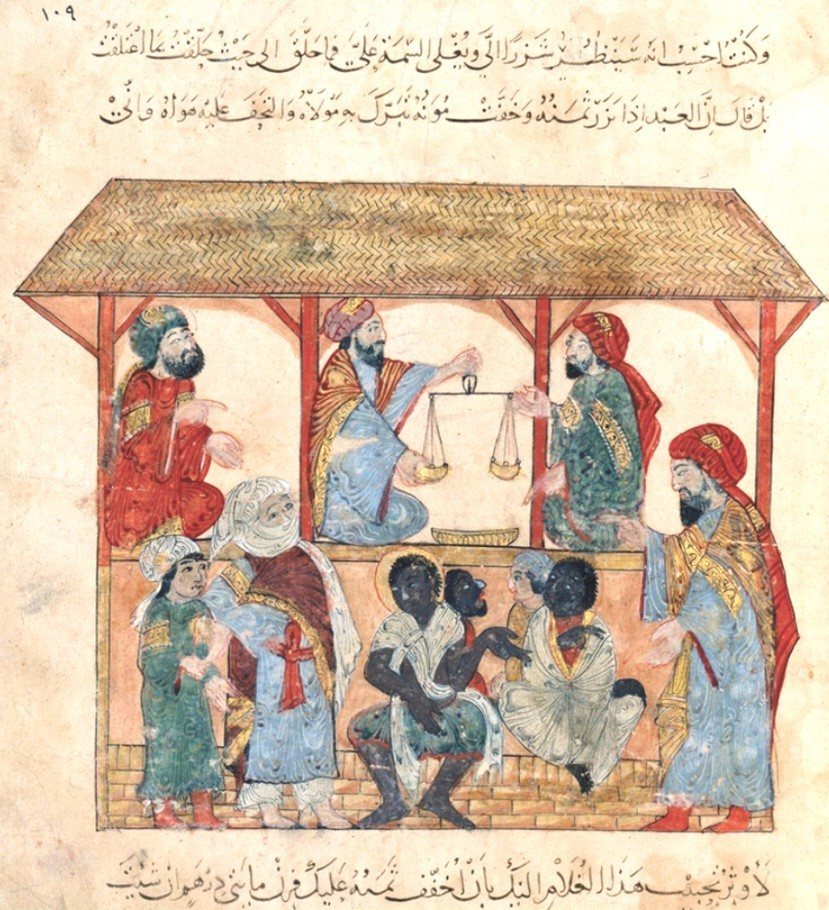
تجارت برده در سدهٔ ۱۳ میلادی در یمن

برنارد لویس اعتقاد دارد که یکی از تناقض‌های تلخ تاریخ جهان اصلاحات انجام شده توسط اسلام بود که به گسترش و توسعه تجارت برده در داخل و خارج از امپراتوری اسلامی منجر شد. به گفته او دستور اسلام دربارهٔ اینکه یک مسلمان نمی‌تواند برده باشد، باعث شد که این سرزمین‌های اسلامی اقدام به وارد کردن برده از دیگر نقاط دنیا بکنند. پاتریک منینگ می‌گوید اسلام با پذیرش و قانونمند کردن برده‌داری بیشتر در خدمت برده‌داری بوده‌است تا علیه آن.
با این حال این انتقاد وجود دارد که برخلاف جوامع غربی که در دورهٔ مخالفتشان با برده‌داری حرکت‌های مردمی ضدبرده‌داری در خارج از محیط‌های مذهبی (خارج از کلیسا) شکل گرفت، در جوامع اسلامی هیچ گروهی با این هدف به‌وجود نیامد. در دولت‌های اسلامی، آموزه‌های اسلام بدون هرگونه پرسشی پذیرفته و به‌صورت قانون درمی‌آمدند. اسلام، با قانون‌مند کردن برده‌داری در گسترش تجارت آن نیز نقش ایفا کرد.
در مقابل و طبق منابع اسلامی، اسلام برای آزادی بردگان برنامه دارد بی‌آنکه این آزادی واکنشِ نامطلوبی در جامعه به وجود آورد. به این ترتیب که اسلام همهٔ روش‌های برده‌گیری را ممنوع کرده به استثنای اسرای جنگی و آن هم به این دلیل بوده‌است که زندان‌های آن دوران جای کافی برای حبس همهٔ اسیران را نداشته است. قرآن [قرآن توبه ۶۰] یک بودجهٔ دائمی یعنی یک‌هشتم زکات را برای آزادی بردگان اختصاص داده‌است. بر اساس فقه اسلامی، بردگان با قراردادی که با مالک خود می‌بندند می‌توانند از دسترنج خود آزاد شوند. به‌علاوه آزادی بردگان یکی از مهم‌ترین اعمال خیر در اسلام به‌شمار می‌آید که پیشوایان اسلامی در انجام آن پیشقدم بوده‌اند؛ به‌طوری‌که گفته می‌شود علی بن ابیطالب به تنهایی هزار برده را از دسترنج خود آزاد کرده‌است.
مصطفی محقق داماد اعتقاد دارد احکام امضایی اسلام به دو دستهٔ «مطلوب» و «تحمیلی» تقسیم می‌شوند. احکام تحمیلی نه به دلیل مطلوبیت و پسندیدگی بلکه به دلیل وجود آن در عرف و تأثیرهای اجتماعی در ممنوعیت آن‌ها، مورد تأیید اسلام قرار گرفته‌اند. این دسته احکام از عرف حاکم بر جامعه پیروی می‌کنند و اگر در طول زمان از عرف تغییر کنند، حکم شرع نیز تغییر می‌یابد. به گفتهٔ وی، برده‌داری نیز یکی از آن‌ها بوده‌است.
به اعتقاد مخالفان در آغاز سدهٔ بیستم میلادی (بعد از جنگ جهانی اول) برده‌داری در سرزمین‌های اسلامی با فشار کشورهای غربی به‌ویژه انگلستان و فرانسه به‌تدریج کم و غیرقانونی شد. به عقیدهٔ گوردون عدم شکل‌گیری جنبش‌های محلی ضدبرده‌داری در میان مسلمانان به‌دلیل حضور گسترده و ریشه‌دار برده‌داری در قوانین اسلامی بوده‌است. با قانونی کردن برده‌داری و تجارت آن، اسلام این عمل غیراخلاقی را تا درجه‌ای غیرقابل تحمل بسط و گسترش داد. در نتیجه، در هیچ مکانی از سرزمین‌های اسلامی هیچ تفکر چالشی علیه برده‌داری شکل نگرفت.
مسئلهٔ برده‌داری در دنیای اسلام در دوران مدرن بحث‌برانگیز است. منتقدان بر این باورند که دلایل سخت و محکمی دربارهٔ وجود و آثار مخرب آن موجود است. اما در سوی دیگر، مدافعین معتقدند که برده‌داری در اواسط قرن بیستم میلادی در سرزمین‌های اسلامی از بین رفته‌است و گزارش‌های مبتنی بر وجود برده‌داری در سودان و سومالی به‌دلیل وجود جنگ طولانی است و نه به‌خاطر خود اسلام. این در حالی است که بسیاری پژوهشگران اسلامی بعد از تعطیل شدن برده‌داری در جهان اسلام در اواسط قرن بیستم میلادی به این نتیجه رسیدند که این عمل با اخلاق قرآنی ناسازگار است.
محسن کدیور با اشاره به اینکه بردگی در اسلام، به هفت شکل مختلف (بنابر نظر مشهور) می‌تواند به وجود بیاید، معتقد است بسیاری از علمای مسلمان معاصر شش شکل از این هفت شکل را غیرشرعی دانسته و معتقدند که بردگی فقط از طریق اسارت کفار حربی در جهاد شرعی (که در زمان کنونی و غیبت امام زمان ناممکن است) امکان دارد.

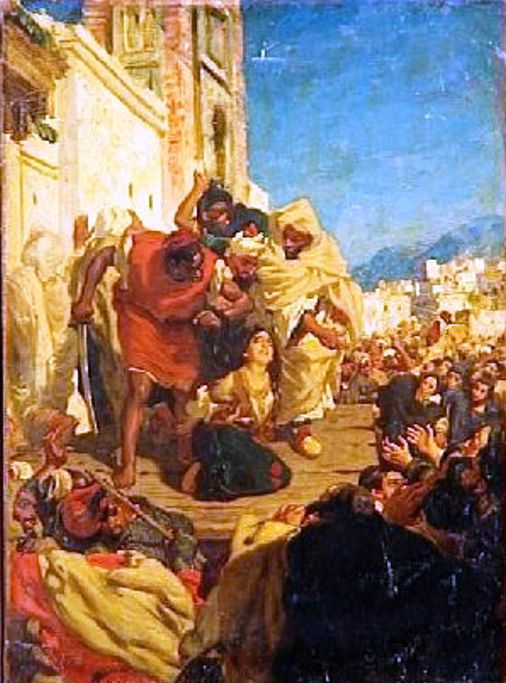
نقاشی «صحنه اعدام یهودیان مراکش». کشیده‌شده توسط آلفرد دهودنک.

## ارتداد
کسانی که از دین اسلام، روی‌گردان شوند، حکمشان اعدام است.
در آیهٔ ۵۴ سوره بقره (فَاقْتُلُوا أَنفُسَکُمْ…؛ و نیز در روایات اسلامی) حکم کشتن مرتد آمده‌است.
حکم کشتن انسان مرتد، هم در دورهٔ محمّد و هم در دورهٔ علی بن ابی‌طالب و هم در دوره‌های بعد، اجرا شده‌است.
بیشتر فقیهان اسلامی قائل به وجوب قتل مرتد هستند.
براساس احکام اسلامی ارتداد به صورت تغییر دین از اسلام، تعریف می‌شود و به کسانی گفته می‌شود که پس از اسلام آوردن از این دین، روی برمی‌گرداند. از نظر لوئیس کوزر، ارتداد این نیست که شخص مرتد فقط دچار یک تغییر اساسی در عقیده‌اش شود بلکه مرتد کسی است که حتی در عقیدهٔ جدیدش احساس رضایت ندارد و به جای تلاش در راستای تحقق آن، در حال نفی و حمله به ایمان سابقش است.
مجازات ارتداد در اسلام را گردن زدن، سوزاندن، به صلیب کشیدن یا تبعید شدن اعلام می‌کنند. برخی روایت‌های سنتی اجازه می‌دهند تا شخص مرتد، توبه کند. قوانین شرعی اسلامی موافق جریمهٔ اعدام برای مرد مرتد که داوطلبانه اسلام را انکار می‌کند، هستند. برخی از مکتب‌های اسلامی اجازه می‌دهند تا زنان مرتد را به جای اعدام، زندانی کنند. علاوه‌بر این مجازات‌ها ازدواج انسان مرتد از دید اسلام باطل است. بسیاری از متفکران مدرنِ مسلمان، امروزه قانون مجازات اعدام برای ارتداد را به چالش کشیده‌اند. آن نوع ارتدادی که معمولاً فقیهان آن را قابلِ‌تنبیه می‌دانند، نوع سیاسی آن است. به عقیدهٔ وائل بن حلاق در فرهنگی که شاکلهٔ اصلی آن مذهب و اصول اخلاقی است، ارتداد در برخی موارد هم‌سنگِ خیانت در جوامع مدرن به حساب می‌آید. براساس تحقیقی در سال ۲۰۱۳ میلادی، ارتداد در ۱۳ کشور مسلمان با اعدام قابلِ‌مجازات است. این کشورها شامل افغانستان، ایران، مالزی، مالدیو، موریتانی، نیجریه، پاکستان، قطر، عربستان سعودی، سومالی، سودان، امارات متحده عربی و یمن هستند. به عقیدهٔ منتقدان، قوانینی که تغییر دین را محدود یا غیرقانونی می‌دانند در تناقض صریح با اعلامیهٔ جهانی حقوق بشر است.
هر انسانی محق به داشتن آزادی اندیشه، وجدان و دین است؛ این حق شامل آزادی دگراندیشی، تغییر مذهب [دین]، و آزادی علنی [و آشکار] کردن آئین و ابراز عقیده، چه به صورت تنها، چه به صورت جمعی یا به اتفاق دیگران، در قالب آموزش، اجرای مناسک، عبادت و دیده‌بانی آن در محیط عمومی یا خصوصی است و هیچ فردی حق اهانت و تعرض به فرد دیگری به لحاظ تمایز و اختلاف اندیشه ندارد.— اعلامیهٔ جهانی حقوق بشر، مادهٔ ۱۸
به باور جوادی آملی ارتداد آن است که کسی دین را از روی منطق و تحقیق می‌پذیرد، با این حال دین را به بازی بگیرد و از آن اعلام بیزاری کند.
بنابر منابع اسلامی، شخص مرتد فقط با وجود شک و تردید درباره‌اش اعدام نمی‌شود، بلکه در صورتی که عقاید خود را به زبان بیاورد یا با رفتاری کفرآمیز ارتداد خود را اظهار کند و ضدّیت و کج‌روی خود را آشکارا بیان و در جهت تضعیف اعتقادات دیگران تلاش کند با اینچنین حکمی روبه‌رو خواهد شد؛ ولی کسی که در ظاهر خود را معتقد نشان بدهد، تا زمانی که اظهار اسلام می‌کند کسی حق تعرض به او را ندارد. بنا به نظر اسلام، احکام ارتداد در مورد کسانی که رد و انکار خود را آشکار و علنی نمی‌کنند، اجرا نمی‌شود. به‌علاوه اینکه از نظر اسلام تجسس در حریم خصوصی افراد و تفتیش عقاید حرام است.
پیشینهٔ حکم ارتداد — به نظر برخی مفسران — به آیهٔ [قرآن آل‌عمران ۵۲] بر می‌گردد که گروهی از اهل کتاب برای ایجاد تزلزل در عقاید مسلمانان و در نتیجه تضعیف پایه‌های نظام اسلامی، به هم‌کیشان خود سفارش می‌کردند که مسلمان شوند و پس از مدتی از اسلام دست بردارند تا به این وسیلهٔ مسلمانان را از دینشان بازگردانند.
به اعتقاد مارسل بوازار از استادان حقوق دانشگاه ژنو «علت سخت‌گیری اسلام دربارهٔ مرتد شاید بدان جهت باشد که در نظام حکومتی و سیستم اداری جوامع اسلامی، ایمان به خدا صرفاً جنبه اعتقادی و درون‌قلبی ندارد، بلکه جزء بندهای پیوستگی امت و پایه‌های حکومت نیز محسوب می‌شود، به طوری که با فقدان آن قوام و دوام جامعه اسلامی متلاشی می‌شود و مانند قتل یا فتنه و فساد است که نمی‌تواند قابلِ‌تحمل باشد.» در قانون مجازات جمهوری اسلامی ایران، از ارتداد به‌عنوان جرم نام برده نشده و مجازاتی هم برایش تعیین نشده‌است؛ با این حال حکم ارتداد اشخاصی مثل سلمان رشدی و احمد کسروی از درون همین جامعه صادر شده‌است. عبدالکریم سروش در یک سخنرانی با ذکر این مسئله که توهین و ناسزا از مقوله آزادی بیان نیست و در واقع نوعی عمل است، دربارهٔ کتاب سلمان رشدی گفته‌ است یکی از جنبه‌ های جنجالی ارتداد، مجازات‌ هایی است که برای آن در متون اسلامی پیش‌ بینی شده است. بسیاری از علمای اسلامی بر این باورند که ارتداد باید با مجازات اعدام مواجه شود. این دیدگاه به احادیثی برمیگردد که از پیامبر اسلام نقل شده و به عنوان مستنداتی برای توجیه این مجازات استفاده می‌شود. برای مثال، برخی از روایات اشاره دارند که «هر کس دین خود را تغییر دهد، او را بکشید» (بخاری، جلد 9، حدیث 84). این نوع برخورد نه تنها به عنوان نقض آزادی عقیده و بیان تلقی می‌شود، بلکه به ایجاد فضایی از ترس و سرکوب در جوامع اسلامی منجر می‌شود. تبعات اجتماعی ارتداد در جوامع اسلامی می‌تواند شدید و ویرانگر باشد. افرادی که به عنوان مرتد شناخته میشوند، معمولاً با طرد اجتماعی، تهدید، و حتی خشونت مواجه می‌شوند. این نوع سرکوب نه تنها به سلامت روانی فرد آسیب میزند، بلکه خانواده و جامعه او را نیز تحت تأثیر قرار می‌دهد. این وضعیت در کشورهای اسلامی که قوانین شریعت را به شدت اجرا می‌کنند، بیشتر مشاهده می‌شود، جایی که فرد به دلیل اعتقاداتش ممکن است جان خود را از دست بدهد یا به شدت آسیب ببیند نقدهای بین‌المللی نسبت به قوانین مربوط به ارتداد در اسلام به تدریج افزایش یافته است. بسیاری از سازمان‌های حقوق بشری از جمله عفو بین‌الملل و سازمان ملل متحد، این مجازات‌ها را به عنوان نقض حقوق بشر محکوم کرده و خواستار اصلاحات قانونی در کشورهای اسلامی شده‌اند. انتقادات جهانی بر این نکته تأکید میکند که مجازات ارتداد نه تنها با ارزش‌های مدرن حقوق بشر در تضاد است، بلکه به عنوان ابزاری برای سرکوب آزادی‌های فردی عمل می‌کند  .
 در قصه سلمان رشدی، فارغ از هرگونه داوری، عده‌ای از او دفاع کردند و گفتند مسئله آزادی بیان است، ولی واقعاً این‌طور نیست. سلمان رشدی به پیامبر اسلام ناسزا گفته و اهانت کرده بود. او از آزادی بیان استفاده نکرده بود.

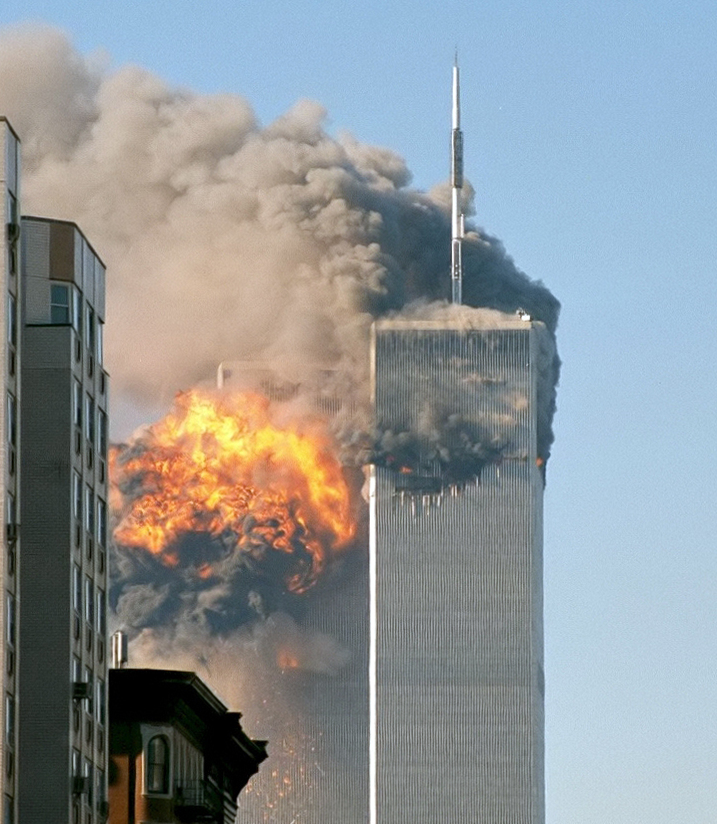
حملات ۱۱ سپتامبر باعث ایجاد بحث دربارهٔ بودن یا نبودن خشونت در اسلام شد

## خشونت و کشتار
جهاد (به‌عنوان یک واژهٔ اسلامی) یکی از وظایف شرعی مسلمانان است. «جهاد» واژه‌ای عربی و به معنی کوشش و مبارزه است. این واژه، ۴۱ بار در قرآن به چشم می‌خورد و اکثراً در عبارت رایج جهاد فی سبیل الله (به معنی جهاد در راه الله) به‌کار می‌رود. جهاد یک وظیفه دینی بسیار مهم در اسلام است. قرآن بارها مسلمانان را به جهاد یا جنگ علیه کافران و ناباوران و در بعضی موارد علیه مسیحیان و یهودیان که در صدد اقدام علیه مسلمانان باشند، فرامی‌خواند. برنارد لوئیس، پژوهشگر تاریخ خاورمیانه، ادعا می‌کند که اکثریت قاطع متخصصین علوم الهی، حقوق‌دان‌ها و سنت‌گراها (به‌ویژه در احادیث) در گذشته ضرورت جهاد را تنها در عملیات نظامی برداشت کرده‌اند. او همچنین ادعا می‌کند در بیشتر تاریخ ثبت‌شدهٔ اسلام، چه در زمان زندگی محمّد و چه پس از آن واژهٔ جهاد در معنای نظامی به‌کار رفته‌است. به گفتهٔ اندرو بوستوم نیز تعدادی از جهادها مسیحیان، هندوها و یهودیان را هدف قرار داده‌اند.
صرف نظر از جنگ‌های پس از مرگ محمّد، عبدالبهاء معتقد است جنگ‌های زمان محمّد جنبهٔ دفاعی داشته‌است. در «مفاوضات عبدالبهاء»، صص ۱۴–۱۹ آمده‌است: «غزوات محمّد جمیع حرکت دفاعی بوده. محمّد در میان این قبائل مبعوث شد و سیزده سال بلائی نماند که از دست این قبائل نکشید بعد از سیزده سال خارج شد و هجرت کرد ولی این قوم دست برنداشتند جمع شدند و لشکر کشیدند و بر سرش هجوم نمودند که کلّ را از رجال و نساء و اطفال محو و نابود نمایند. در چنین موقعی حضرت محمّد مجبور بر حرب با چنین قبائلی گشت این است حقیقت حال.»

## اسلام و تروریسم
تروریسم به‌ نام اسلام یکی از بزرگترین چالش‌ها و معضلات عصر معاصر است که امنیت جهانی را تهدید می‌کند، گروه‌های افراطی مانند داعش و القاعده با سوءاستفاده از آموزه‌های اسلامی، به جنایات هولناک و وحشت‌آور دست میزنند و از نام این دین برای توجیه اقدامات خود بهره میبرند. این واقعیت که تروریسم به‌طور مداوم با اسلام مرتبط شده است، موجب میشود که نیاز به بررسی دقیق و انتقادی این دین بیش از پیش احساس شود.
بسیاری از گروه‌های تروریستی از قرآن و احادیث برای توجیه خشونت‌های خود استفاده میکنند. با استناد به متون دینی، آنها خود را به‌عنوان نمایندگان حقیقی اسلام معرفی میکنند
اسلام به‌عنوان یکی از ادیان بزرگ جهان، در بسیاری از نقاط دنیا پیروان قابل توجهی دارد. با این حال، انتقادات جدی به آموزه‌ ها و تأثیرات این دین بر جوامع انسانی وجود دارد که نیازمند بررسی و تجزیه‌و تحلیل دقیق است. در حالی که بسیاری از مسلمانان خود را به‌عنوان پیروان صلح و همزیستی معرفی میکنند، تاریخ و واقعیت‌های معاصر نشان میدهند که اسلام به‌عنوان یک دین، به‌ طور مکرر منبعی برای افراط‌گرایی، خشونت و نقض حقوق بشر بوده است.

## حمایت از تروریسم در اسلام
تفسیرهای افراطی از متون دینی
یکی از اصلی‌ترین دلایل حمایت از تروریسم در جهان اسلام، تفسیرهای افراطی و خشونت‌آمیز از متون مقدس اسلامی است. آیاتی از قرآن کریم و احادیث نبوی که به جهاد و جنگ اشاره دارند، به‌راحتی توسط گروه‌های تروریستی به‌عنوان مجوزی برای انجام اقدامات خشونت‌آمیز استفاده می‌شوند. به‌عنوان مثال:
آیات جهاد: آیاتی مانند سوره بقره (آیه ۱۹۱) و سوره توبه (آیه ۵) که به جنگ با کافران اشاره دارند، به‌عنوان توجیهی برای اقدامات خشونت‌آمیز تفسیر میشوند.
احادیث: برخی احادیث که به جهاد و غزوات پیامبر اسلام اشاره دارند، به‌طور انتخابی برای مشروعیت‌بخشی به عملیات تروریستی مورد استفاده قرار میگیرند.

## آموزه‌های خشونت‌ بار
قرآن و سنت نبوی در بسیاری از موارد به اعمال خشونت‌آمیز و رفتارهای غیرانسانی اشاره دارند. آیاتی که به جنگ، قتل و جهاد میپردازند، به‌راحتی توسط گروه‌های افراطی برای توجیه خشونت و ترور مورد سوءاستفاده قرار میگیرند. این برداشت‌های انحرافی نه تنها موجب تشدید تنش‌ها در جوامع اسلامی می‌شود، بلکه به تضعیف پایه‌های انسانی و اخلاقی در این جوامع نیز می‌انجامد.

## تأثیرات منفی بر جامعه
عملکرد جوامع اسلامی تحت تأثیر آموزه‌های دینی، منجر به نقض حقوق بشر و تبعیض‌های گسترده علیه اقلیت‌ها و زنان شده است. قوانین شریعت در بسیاری از کشورها نه‌تنها به محدودیت‌های اجتماعی و سیاسی دامن میزنند، بلکه به‌طور مستقیم به خشونت و رفتارهای غیرانسانی منجر میشوند. تبعیض جنسیتی، قطع دست‌ها، اعدام و سنگسار، نمونه‌هایی از جنایات تحت نام اسلام هستند که بر تظر برخی نظریه پردازان و جامعه پردازان باید به شدت محکوم شوند.

## اقلیت‌های جنسی
منتقدینی مانند ارشاد منجی، فعال لزبین، احسان جامی، مسلمان پیشین و آیان حریص علی رفتار اسلام نسبت به همجنس‌گرایان را مورد نقد قرار داده‌اند. در ماه مه سال ۲۰۰۸ گروه محافظ حقوق همجنس‌گرایان به نام لاندا استانبول (در استانبول ترکیه) توسط دادگاهی در ترکیه از فعالیت منع شد. در این حکم، دادگاه این گروه را به زیر پا گذاشتن قانون و اخلاق براساس قانون حمایت از خانواده متهم کرد. این حکم بعدها به دادگاه عالی ترکیه منتقل و ممنوعیت فعالیت رفع شد. براساس تحقیقی در سال ۲۰۱۶، فعالیت همجنس‌گرایان در ۱۰ کشور اسلامی قابل مجازات با مرگ است اگرچه در بعضی از آن‌ها هرگز از این قانون استفاده نشده‌ است. این ده کشور عبارتند از یمن، ایران، موریتانی، نیجریه، قطر، عربستان سعودی، افغانستان، سومالی، سودان و امارات متحده عربی. مسلمان پیشین، ابن وراق، گفته‌است که محکومیت قرآن نسبت به همجنس‌گرایان عموماً در در عمل نادیده گرفته می‌شد و کشورهای اسلامی نسبت به همجنس‌گرایان رفتار بسیار بهتری از کشورهای مسیحی داشتند. اما اخیراً این روند تغییر کرده‌ است. اقلیت‌ های جنسی در اسلام معمولاً با محدودیت‌ های قانونی و اجتماعی شدیدی مواجه هستند. فقه اسلامی به صورت عمومی رفتارهای جنسی خارج از هنجارهای ازدواج سنتی (میان زن و مرد) را محکوم میکند و در برخی جوامع اسلامی مجازات‌های شدیدی مانند اعدام یا شلاق برای همجنس‌گرایان وجود دارد. براساس قوانین شریعت که در برخی کشورهای اسلامی اجرا میشود، همجنس‌گرایی به عنوان یک گناه کبیره تلقی شده و رفتارهای جنسی غیر متعارف به شدت سرکوب میشوند.
در حالی که بسیاری از جنبش‌های حقوق بشری و نهادهای بین‌المللی حقوق بشر این نوع مجازات‌ها و تبعیض‌ها را نقض آشکار حقوق اساسی انسان‌ ها می‌دانند، تفسیرهای غالب فقه اسلامی همچنان به این دیدگاه‌ها پایبند هستند. این وضعیت موجب ایجاد فشارهای روانی و اجتماعی بر اقلیت‌های جنسی در جوامع مسلمان شده است، به طوری که بسیاری از افراد مجبور به پنهان کردن هویت جنسی خود هستند یا از جوامع خود رانده میشوند. افزون بر این، نبود راه‌های قانونی برای حفاظت از حقوق اقلیت‌ های جنسی در کشورهای اسلامی، چالشی جدی برای این افراد به وجود آورده است.
در اسلام، روابط همجنس‌ گرایانه به عنوان لواط یا همجنس‌گرایی مورد اشاره قرار گرفته و در بیشتر تفسیرهای سنتی قرآن و حدیث، این نوع روابط به شدت محکوم شده‌اند. قرآن کریم در چندین آیه، از جمله داستان قوم لوط، به رابطه جنسی میان مردان اشاره کرده و این عمل را یکی از عوامل هلاکت آنان دانسته است. فقه اسلامی که براساس این تفسیرها بنا شده، به صورت کلی رابطه همجنس‌گرایانه را حرام می‌داند و در بسیاری از جوامع اسلامی مجازات‌هایی برای آن تعیین کرده است.
تفسیرهای رایج فقه اسلامی روابط همجنس‌گرایانه را به شدت سرکوب کرده و این دیدگاه‌ها در قوانین برخی کشورهای اسلامی منعکس شده است. در کشورهایی مانند عربستان سعودی، ایران و برخی دیگر از کشورهای تحت حاکمیت قوانین شریعت، همجنس‌گرایی به شدت جرم‌انگاری شده است. مجازات‌هایی چون شلاق، حبس طولانی‌مدت و حتی اعدام برای افرادی که به روابط همجنس‌گرایانه متهم می‌شوند، اعمال می‌گردد. این موضوع توسط نهادهای حقوق بشری جهانی به عنوان نقض آشکار حقوق بشر شناخته شده و مورد انتقاد شدید قرار گرفته است.
علاوه بر این، تبعیض علیه اقلیت‌های جنسی در جوامع اسلامی تنها به حوزه قوانین محدود نمی‌شود. در بسیاری از این جوامع، هنجارهای اجتماعی نیز فشارهای زیادی بر افراد همجنس‌گرا وارد می‌کنند. اقلیت‌های جنسی به طور مداوم با آزار و اذیت، تبعیض و حتی خشونت‌های فیزیکی و روانی روبرو هستند. بسیاری از این افراد برای فرار از این فشارها مجبور به مهاجرت می‌شوند یا به صورت پنهانی زندگی می‌کنند.بررسی متون اسلامی و قوانین شریعت حاکی از آن است که اقلیت‌های جنسی در چارچوب اسلام با نوعی حذف سیستماتیک و سرکوب شدید مواجه‌اند. اکثریت فقه اسلامی، بر پایه تفاسیری از قرآن و احادیث، روابط همجنس‌گرایانه را نه‌تنها گناه، بلکه مستوجب مجازات‌های شدید می‌داند. رویکردی که بر اساس داستان قوم لوط و آیاتی از قرآن شکل گرفته، بستری فراهم کرده است که همجنس‌گرایی به عنوان "لواط" به شدت محکوم شود و مجازات‌هایی چون اعدام، شلاق و حبس برای آن در نظر گرفته شود. این نوع برخورد، به نوعی تقابل مستقیم با اصول اساسی حقوق بشر و آزادی‌های فردی است.
نقد اصلی وارد بر این دیدگاه‌ها، عدم انعطاف‌پذیری در مقابل تغییرات اجتماعی و علمی است. جوامع اسلامی، به‌ویژه در کشورهایی که قوانین شریعت به‌طور کامل یا جزئی اجرا میشود، همواره از پذیرش تغییرات علمی و اجتماعی که از دهه‌های اخیر پیرامون جنسیت و گرایش‌های جنسی شکل گرفته، خودداری کرده‌اند. دیدگاه‌های سنتی اسلامی بر اساس اصول ثابتی بنا شده که امکان تغییر و تطبیق با پیشرفت‌های علمی و حقوق بشری را مسدود کرده است. در این شرایط، حقوق اقلیت‌های جنسی به‌طور کامل نادیده گرفته شده و این افراد به عنوان خارج از دین یا مفسد تلقی میشوند.
در بسیاری از کشورهای اسلامی، مجازات‌های اعمال‌شده برای اقلیت‌های جنسی نقض آشکار اصول بین‌المللی حقوق بشر است. بر اساس گزارش‌های متعدد سازمان ملل و نهادهای حقوق بشری، قوانینی که در این کشورها به اجرا در می‌آید، به‌طور خاص بر اقلیت‌های جنسی تأثیر مخربی دارد. این قوانین به‌ویژه در کشورهایی نظیر ایران، عربستان سعودی و افغانستان، شامل مجازات اعدام و شکنجه برای افراد متهم به همجنس‌گرایی است. گزارش‌های مستند نشان می‌دهد که این افراد اغلب تحت شکنجه و تحقیر قرار گرفته و به طور سیستماتیک از حقوق اجتماعی و مدنی خود محروم میشوند.
از منظر اجتماعی، اقلیت‌های جنسی در جوامع اسلامی با یک فرهنگ ریشه‌دار تبعیض و خشونت روبرو هستند. این فرهنگ از طریق آموزه‌های دینی و رسانه‌های رسمی و غیررسمی تقویت شده و موجب آن شده است که این افراد نه‌تنها از حمایت قانونی محروم شوند، بلکه اغلب با تهدیدات جانی و روانی نیز روبرو شوند. تحقیقات جامعه‌شناختی نشان می‌دهد که فشارهای وارده بر این افراد به شکلی است که بسیاری از آن‌ها به مهاجرت، پنهان‌کاری یا حتی اقدام به خودکشی روی می‌آورند. این نوع فشارهای اجتماعی در راستای همان ساختارهای قدرتی است که جوامع اسلامی برای سرکوب هر نوع انحراف از هنجارهای تعریف‌شده دینی به کار میگیرند
از منظر اجتماعی و روان‌شناختی، آثار مخرب سرکوب اقلیت‌های جنسی در جوامع اسلامی به وضوح قابل مشاهده است. پژوهش‌های روان‌شناسی اجتماعی نشان می‌دهد که افراد همجنس‌گرا و ترنس‌جندر در جوامع اسلامی با نرخ بالایی از افسردگی، اضطراب و خودکشی مواجه‌اند. این فشارهای روانی ناشی از تقابل میان هویت جنسی این افراد و هنجارهای دینی و اجتماعی است که از سوی خانواده، جامعه و حکومت به آن‌ها تحمیل می‌شود. در بسیاری از موارد، این افراد مجبور به ترک کشور و پناه‌جویی در جوامع غربی می‌شوند، جایی که ممکن است با پذیرش بهتری روبرو شوند، اما همچنان با چالش‌های فراوانی در خصوص هویت فرهنگی و دینی خود مواجه خواهند بود.

در نهایت، جنبش‌های حقوق بشری و نهادهای بین‌المللی همچون دیدبان حقوق بشر، عفو بین‌الملل و شورای حقوق بشر سازمان ملل متحد، به‌طور مستمر قوانین و رفتارهای کشورهای اسلامی را در این زمینه محکوم کرده‌اند. این نهادها با استناد به اصول جهان‌شمول حقوق بشر، از کشورهای اسلامی خواسته‌اند تا قوانین خود را اصلاح کنند و فضای اجتماعی و حقوقی مناسبی برای اقلیت‌های جنسی فراهم آورند. با این حال، مخالفت‌های شدید از سوی مراجع دینی و سیاسی در این کشورها همچنان مانع از ایجاد هرگونه تغییر واقعی در این زمینه شده است.
با وجود تمام این موانع، جنبش‌های بین‌المللی حقوق بشر به‌طور مداوم علیه این نوع قوانین و تبعیض‌های سیستماتیک فعالیت کرده‌اند. نهادهایی همچون دیدبان حقوق بشر و عفو بین‌الملل بارها خواستار اصلاحات اساسی در قوانین اسلامی برای همسو کردن آن‌ها با اصول حقوق بشر شده‌اند. از منظر این نهادها، سرکوب اقلیت‌های جنسی در جوامع اسلامی نه‌تنها برخلاف معیارهای جهانی حقوق بشر است، بلکه باعث تقویت ساختارهای قدرتی می‌شود که از طریق کنترل بر بدن و هویت افراد، جامعه را به سوی استبداد مذهبی و انزوای اجتماعی سوق می‌دهند.

## نقد اسلام در زمینه حقوق حیوانات
[[در نقد سنت ذبح اسلامی (حلال) از منظر حقوق حیوانات، یکی از اصلی‌ترین ایراداتی که مطرح می‌شود، نادیده گرفتن رفاه حیوانات در هنگام ذبح است. این روش که شامل قطع رگ‌های گردن بدون بیهوشی است، به شدت مورد انتقاد فعالان حقوق حیوانات و دانشمندان متخصص در زمینه رفاه حیوانات قرار گرفته است. بسیاری از پژوهش‌ها نشان می‌دهند که حیوانات ذبح‌شده بدون بیهوشی به مدت قابل‌توجهی درد و رنج را تجربه می‌کنند، که این مسئله به وضوح نقض اصول اخلاقی مدرن در زمینه کاهش رنج حیوانات است.
در روش‌های ذبح استاندارد و مدرن که در کشورهای پیشرفته مورد استفاده قرار می‌گیرد، بیهوشی پیش از ذبح به‌عنوان یک الزام اخلاقی و علمی در نظر گرفته شده است. این روش به طور مؤثری از رنج غیرضروری حیوانات جلوگیری می‌کند. با این حال، در اسلام، هرگونه مداخله‌ای که به اعتقاد فقیهان ممکن است فرایند طبیعی مرگ را مختل کند، غیرقابل قبول است. این رویکرد در تناقض مستقیم با یافته‌های علمی معاصر قرار دارد که نشان می‌دهد بیهوشی پیش از ذبح باعث کاهش درد و رنج حیوان میشود.

## تضاد در ادعاها و آموزه های اسلامی
منتقدان همچنین به تضاد آشکار میان آموزه‌های اسلامی که ادعا می‌کند به حقوق و رفاه حیوانات اهمیت می‌دهد و اعمالی که به صورت عملی در ذبح اسلامی اجرا می‌شود، اشاره می‌کنند. این تناقض نه تنها نشان‌دهنده ناکارآمدی عملی اسلام در هماهنگی با معیارهای مدرن حقوق حیوانات است، بلکه ثابت می‌کند که بسیاری از این آموزه‌ها، بیش از آنکه به حقیقت اخلاقی نزدیک باشند، به حفظ سنت‌ها و کنترل بر جوامع مذهبی وابسته‌اند.

## عدم اصلاح پذیری اسلام در زمینه حیوانات
علاوه بر این، مخالفت شدید برخی کشورهای اسلامی با پذیرش اصلاحات در فرایند ذبح حلال، نشان‌دهنده تعصب مذهبی و ناتوانی در همگام شدن با پیشرفت‌های علمی و اخلاقی است. در حالی که بسیاری از جوامع جهانی به سوی بهبود رفاه حیوانات حرکت می‌کنند، اسلام به نظر می‌رسد که به قوانین قرون وسطایی خود پایبند مانده و از قبول هرگونه تغییری که بتواند از رنج حیوانات جلوگیری کند، سر باز می‌زند.
در نهایت، نقد اسلام از منظر حقوق حیوانات به خوبی نشان می‌دهد که این دین، علیرغم ادعاهایش در مورد شفقت و رافت، در عمل با معیارهای اخلاقی و علمی امروز در تعارض است. این تناقض‌ها به وضوح نمایانگر ناتوانی اسلام در پاسخگویی به چالش‌های اخلاقی مدرن است و به شکلی بنیادین، نقض حقوق حیوانات را به عنوان بخشی از آموزه‌های دینی خود مشروعیت میبخشد.
یکی از اصلی‌ترین مواردی که در نقد اسلام مطرح می‌شود، عدم توجه به رنج حیوانات در هنگام ذبح است. روش ذبح حلال که بدون استفاده از بیهوشی انجام می‌شود، به طور مستقیم باعث درد شدید و طولانی مدت برای حیوانات می‌گردد. پژوهش‌های علمی متعدد تأیید کرده‌اند که حیوانات تا مدت زمانی پس از برش گلو هنوز هوشیار هستند و از درد بسیار شدیدی رنج می‌برند. این مسئله در تضاد با اصول اخلاقی مدرن قرار دارد که بر کاهش رنج و درد غیرضروری حیوانات تأکید می‌کند.]]
[[همچنین باید اشاره کرد که ادعای برخی از مسلمانان مبنی بر اینکه روش ذبح اسلامی به سرعت خون حیوان را خارج می‌کند و باعث مرگ سریع‌تر آن می‌شود، از لحاظ علمی نادرست است. مطالعات نشان می‌دهند که حتی پس از برش رگ‌های گردن، حیوان ممکن است تا چندین دقیقه به طور کامل هوشیار باقی بماند و از شدت درد رنج ببرد. این نشان می‌دهد که روش‌های سنتی اسلامی نه تنها بی‌رحمانه، بلکه از لحاظ علمی نیز ناکارآمد هستند.]]
یکی دیگر از مشکلات اساسی اسلام در این زمینه، تعصب شدید نسبت به تغییر است. با وجود شواهد علمی غیرقابل انکار درباره افزایش رنج حیوانات در ذبح بدون بیهوشی، بسیاری از فقیهان اسلامی همچنان به اجرای دقیق سنت‌های قدیمی اصرار دارند و هرگونه اصلاح در این زمینه را به عنوان "بدعت" تلقی می‌کنند. این نوع برخورد، نشان‌دهنده یک مشکل جدی در اسلام است: ناتوانی در انعطاف‌پذیری و پذیرش تغییراتی که با پیشرفت‌های علمی و اخلاقی همخوانی دارد.
در حالی که بسیاری از ادیان و جوامع مذهبی دیگر در طول تاریخ توانسته‌اند خود را با معیارهای نوین تطبیق دهند، اسلام همچنان به اصولی پایبند است که در دوران کنونی نه تنها غیرقابل دفاع بلکه به وضوح بی‌رحمانه است. این عدم تطابق نشان می‌دهد که اسلام به عنوان یک سیستم مذهبی، تمایلی به بهبود و پیشرفت در راستای ارزش‌های انسانی و اخلاقی مدرن ندارد و این مسئله به شدت به اعتبار اخلاقی این دین لطمه می‌زند.
نکته کلیدی در نقد اسلام از منظر حقوق حیوانات، ناتوانی این دین در همگام شدن با پیشرفت‌های علمی و اخلاقی مدرن است. در حالی که بسیاری از کشورها و جوامع، به تدریج استانداردهای حقوق حیوانات را بهبود بخشیده‌اند و قوانین سخت‌گیرانه‌تری برای کاهش رنج حیوانات وضع کرده‌اند، اسلام همچنان به روش‌های منسوخ و غیرانسانی پایبند است. این عدم انعطاف‌پذیری نشان می‌دهد که اسلام به‌جای پیشرفت و تطابق با اصول اخلاقی جهانی، در مسیری مخالف حرکت می‌کند.
نقد سنت شکار و بهره‌برداری از حیوانات:
در اسلام، شکار به عنوان یک فعالیت قابل قبول در برخی شرایط مجاز شمرده شده است، اما در دنیای مدرن که نگرانی‌های زیادی درباره کاهش جمعیت حیات‌وحش و نابودی گونه‌ها وجود دارد، این نگرش سنتی به شدت مورد انتقاد قرار گرفته است. اسلام به دلیل عدم پیش‌بینی قوانین برای محافظت از گونه‌های در حال انقراض و محدود کردن شکار بی‌رویه، به نوعی در نابودی محیط‌زیست و گونه‌های حیوانی مشارکت دارد.
آموزه‌های اسلامی درباره حیوانات در آزمایش‌ها و بهره‌برداری از حیوانات:

## ستفاده ابزاری غیر اخلاقی از حیوانات
در اسلام، استفاده از حیوانات برای مقاصد علمی و پزشکی به صراحت ذکر نشده است، اما به دلیل نبود قوانین و مقررات دینی در این زمینه، کشورهای اسلامی در طول تاریخ از حیوانات برای آزمایش‌های مختلف بدون در نظر گرفتن حقوق آن‌ها استفاده کرده‌اند. در حالی که در بسیاری از کشورها، قوانین سختگیرانه‌ای برای آزمایش بر روی حیوانات وضع شده است که رفاه و کمینه‌سازی رنج آن‌ها را تضمین می‌کند، در جوامع اسلامی چنین قوانینی به ندرت وجود دارد و بهره‌برداری از حیوانات بدون هیچ‌گونه محافظت جدی ادامه دارد.
در فقه اسلامی، حیوانات به عنوان اموال شخصی تلقی می‌شوند و صاحب آن‌ها حق هرگونه استفاده یا بهره‌برداری را دارد. این دیدگاه که حیوانات تنها به عنوان دارایی‌های اقتصادی یا ابزاری برای تأمین معیشت در نظر گرفته می‌شوند، به شدت مورد انتقاد فعالان حقوق حیوانات قرار گرفته است. چنین دیدگاهی نه تنها به ارزش ذاتی حیوانات به عنوان موجودات زنده و حساس احترام نمی‌گذارد، بلکه به نوعی مشروعیت‌بخش سوءاستفاده و بهره‌برداری بی‌رحمانه از آن‌ها در جوامع اسلامی است.

## استثمار حیوانات در رویدادهای مذهبی و فرهنگی
یکی دیگر از مسائل برجسته در نقد اسلام، استفاده از حیوانات در رویدادهای مذهبی و فرهنگی است. قربانی کردن حیوانات به عنوان بخشی از سنت‌های اسلامی، به ویژه در عید قربان، یکی از روش‌های رایج بهره‌برداری از حیوانات است. این عمل در حالی که از منظر دینی به عنوان یک اقدام معنوی مطرح می‌شود، اما از منظر اخلاقی و حقوق حیوانات به شدت قابل نقد است. میلیون‌ها حیوان در این مراسم بدون رعایت اصول اخلاقی مدرن قربانی می‌شوند و هیچ‌گونه تدابیری برای کاهش درد و رنج آن‌ها در این فرایند اندیشیده نمیشود.

## نقد برخوردهای نمادین و عدم وجود اقدام عملی
بسیاری از آموزه‌های اسلامی که به احترام به حیوانات اشاره می‌کنند، به‌جای این که بر اساس اقدامات عملی بنا شوند، بیشتر جنبه نمادین و ادبی دارند. در عمل، این آموزه‌ها به ندرت به قوانین یا تغییرات اجتماعی ملموسی تبدیل شده‌اند. منتقدان استدلال می‌کنند که این شکاف میان گفتار و عمل، نشان‌دهنده ناتوانی اسلام در پاسخگویی به چالش‌های واقعی مربوط به حقوق حیوانات است. در حالی که بسیاری از جوامع غیراسلامی قوانین و ساختارهایی برای حمایت از حقوق حیوانات وضع کرده‌اند، جوامع اسلامی همچنان به‌طور عمده این موضوع را نادیده می‌گیرند.

## زن در اسلام

### ازدواج موقت
ازدواج موقت یا نکاح متعه یک نوع ازدواج قراردادی در میان مسلمانان شیعه است. زمان این نوع ازدواج در هنگام عقد مشخص است و پس از پایان زمان مشخص‌شده خودبه‌خود باطل می‌شود. به همین دلیل این نوع ازدواج همواره به‌عنوان پوشش مذهبیِ تن‌فروشی مورد نقد قرار می‌گیرد. میسیونر مسیحی، توماس پاتریک هیوز، این نوع ازدواج را به‌عنوان ادامهٔ یک رسم منحرف از عربستان قدیم نقد می‌کند. اما در طرف دیگر، دانشمندان دینی اسلام بر این باورند که طبق نظریه‌های اسلام شیعه، در ماهیت این نوع ازدواج در اسلام، هیچ گاه فقط ارتباط جنسی کوتاه و صِرف لحاظ نشده، بلکه به عنوان راهکاری برای افرادی که امکان ازدواج دائم (مانند داشتن جهیزیه، وسع مالی، ویا حتی رضایت به آشکار ساختن آن) را ندارند، و ممکن است در اثر نبود این شرایط به روابط بدون حد و مرز روی بیاورند لحاظ شده است. حتی، امکان این نیز وجود دارد که زن در ازدواج موقت، مرد را از رابطهٔ جنسی منع کند و مرد تنها اجازهٔ استفاده از دیگر مزایای آن (مانند لمس کردن بدن او) را داشته باشد. همین طور از امامان شیعه هم روایت‌هایی مبنی بر عدم اصرار ورزی در جهت انجام آن وجود دارد که در جهت جلوگیری از ایجاد بدبینی نسبت به احکام اسلامی بیان شده‌اند.
شیعه و سنی هر دو بر سر قانونی بودن ازدواج موقت در ابتدای ظهور اسلام توافق دارند؛ ولی اهل سنت باور دارند که پیامبر در چندین اتفاق بزرگ (مانند فتح خیبر در سال ۷ هجری و پیروزی مکه در سال ۸ هجری)، ازدواج موقت را لغو کرده‌است. ابن کثیر معتقد است که در آغاز اسلام، ازدواج موقت بدون شک شرعی بوده‌است. بسیاری از مسلمانان اهل سنت نیز اعتقاد دارند که عمر، خلیفهٔ دوم مسلمانان، ازدواج موقت را با توجه به ممنوعیت آن در زمان محمّد منع کرده است. اما شیعیان دوازده امامی، مجاز بودن آن را از آیه‌ای قرآنی که می‌گوید [قرآن نساء ۲۴] «و زنانی را که متعه کرده‌اید، مَهرشان را به عنوان فریضه‌ای به آنان بدهید، و بر شما گناهی نیست که پس از تعیین مبلغ مقرر، با یکدیگر توافق کنید که مدت عقد یا مَهر را کم یا زیاد کنید؛ مسلماً خداوند دانای حکیم است.» به دست می‌آورند؛ همچنین جعفر صادق، امام ششم شیعیان، ازدواج موقت را از مسائل تقیه ناپذیر عنوان کرده‌است. در مقابل حتی، روایت‌هایی نیز وجود دارد که ازدواج موقت پس از ازدواج دائم، یکی از اعمال مکروه به‌شمار رفته‌است. علامه طباطبایی در کتاب تفسیر المیزان خود، از دیدگاه شیعه در مورد ازدواج موقت دفاع می‌کند و می‌نویسد براساس گفته‌های امامان شیعه، ازدواج موقت مجاز است.

### حق ارث
براساس قوانین اسلامی، زن حق ارث‌بری از اعضای خانواده‌اش را دارد و این حقوق به‌وضوح در قرآن شرح داده شده‌اند. میزان ارث زنان از مردان کمتر بوده و به شرایط بسیاری وابسته است.[قرآن نساء ۱۲] برای مثال حق ارث دختر از پدر خود نصف برادرانش است.[قرآن نساء ۱۱]

## نقض حقوق کودکان در اسلام
ازدواج با کودکان
در دین اسلام، ازدواج کودک زیر ۹ سال را هم با رضایت پدر، جایز است.
متن کوچک
ازدواج در فقه اسلامی، نه بر پایه سن مشخص، بلکه بر مبنای قابلیت دخول جنسی و تمکین زناشویی تعریف می‌شود. از این‌رو، ازدواج با کودکان نابالغ، در صورتی که «توانایی جسمی برای زناشویی» در آن‌ها فرض شود، مجاز شمرده شده‌است.
نمونه‌ای از آیات و احادیث مورد استناد:
سوره طلاق، آیه ۴: و زنان شما که یائسه‌اند، عده‌شان سه ماه است، و همچنین کسانی که هنوز حیض ندیده‌اند. ین آیه، صراحتاً عده‌ی طلاق برای دختران نابالغ را تعیین می‌کند، که مفهوم آن، وقوع ازدواج با کودک پیش از بلوغ است. احادیث متعدد دربارهٔ ازدواج پیامبر اسلام با عایشه بنت ابی‌بکر، که طبق منابع اهل سنت، در سن ۶ سالگی عقد و در ۹ سالگی وارد زندگی زناشویی شده‌ است.

## پیامدهای حقوقی و روانی
پژوهش‌ های متعدد نشان داده‌اند که ازدواج زودهنگام، به‌ویژه برای دختران، آثار جبران‌ناپذیری بر سلامت جسمی، روانی و اجتماعی آنان دارد، از جمله: خطرات بالای مرگ مادر و جنین هنگام زایمان،قطع تحصیل و رشد فکری، افزایش خشونت خانگی ، از دست رفتن استقلال فردی و حقوق مدنی مطابق با کنوانسیون حقوق کودک و اسناد سازمان جهانی بهداشت، هرگونه ازدواج زیر ۱۸ سال ناقض حقوق کودک است، حتی اگر با رضایت والدین یا خود کودک صورت گیرد.
'مسئولیت کیفری زودهنگام'
در فقه اسلامی، بلوغ شرعی معادل مسئولیت کیفری است. یعنی: دختری ۹ ساله می‌تواند در برابر جرائمی مانند زنا، سرقت، ارتداد، یا شرب خمر، مجازات‌هایی مانند شلاق، قطع دست، یا حتی اعدام دریافت کند. پسر ۱۵ ساله یا حتی کم‌تر، در صورت احراز بلوغ فقهی، مشمول قصاص یا حدود خواهد بود. این قاعده، در تضاد شدید با اصول حقوق کیفری نوین است که رشد شناختی، هیجانی و قضاوت اخلاقی را تا حدود ۱۸ سالگی ناتمام می‌داند و بر نظام عدالت ترمیمی، نه تنبیهی برای کودکان تأکید میکند
'تنبیه بدنی کودکان''''
تنبیه فیزیکی کودک برای تربیت دینی یا اخلاقی، در منابع فقهی جایز شمرده شده‌است. نمونهٔ مشهور:
فرزندان خود را در هفت‌سالگی به نماز فرمان دهید، و در ده‌سالگی اگر نخواندند، آنان را بزنید. (حدیث نبوی) در نظام فقهی، کودک ابژه‌ای برای تربیت والدین و معلمین است، نه سوژه‌ای دارای حقوق مستقل. شریعت تنبیه بدنی را به‌عنوان ابزار اصلاح مشروع می‌داند، به شرط آن‌که موجب شکستگی، جراحت شدید یا مرگ نشود.
'نقد روانشناختی'
مطابق با روانشناسی رشد، تنبیه بدنی
سبب افزایش اضطراب، افسردگی و پرخاشگری در کودک میشود، موجب سرکوب تفکر مستقل و تربیت اطاعت‌پذیری کور میگردد،الگوی خشونت را در کودک درونی میسازد
'نابرابری جنسیتی در کودکی'
برخی احکام فقهی تبعیض جنسیتی را از همان دوران کودکی آغاز میکنند:
موضوع	دختر	پسر
سن مسئولیت کیفری	۹ سال قمری	۱۵ سال قمری،دیه	نصف دیه مرد	کامل،ارث	نصف ارث برادر	دو برابر خواهر،شهادت در دادگاه 	شهادت دو دختر معادل یک مردکامل، این ساختار نه‌ تنها تفاوت جنسیتی را تثبیت می‌کند، بلکه آن را به هنجاری درونی‌شده در روان کودک بدل می‌سازد. دختر از کودکی می‌آموزد که انسان درجه دوم است و حقوقش مشروط، محدود و تابع مرد است.
'تربیت اجباری دینی'
در جوامع تحت سلطهٔ فقه سنتی، کودکان از سنین پایین در معرض تعلیمات دینی اجباری قرار میگیرند: آموزش باور به عذاب، جهنم، گناه، و اطاعت بی‌ قید از خدا القای باور به نجاست کفار و برتری مسلمانان،سرکوب پرسشگری فلسفی یا شک در عقیده و در پی آن تأثیرات روانی ای چون: ایجاد اضطراب وجودی، ترس از گناه و گناه‌ پنداری طبیعی‌ ترین امیال عدم توانایی در پرورش تفکر انتقادی و استقلال فکری،وابستگی به مراجع قدرت و حذف خودمختاری شناختی
'نمونه‌های تاریخی و معاصر'
در کشورهای اسلامی مانند ایران، افغانستان، یمن، عربستان سعودی و سودان، احکام فقهی در قانون رسمی لحاظ شده و نقض حقوق کودکان به‌طور سیستماتیک رخ میدهد. برای مثال: در ایران، ازدواج دختران از سن ۱۳ سالگی با اجازه ولی قانونی است ر یمن، سن ازدواج مشخصی در قانون وجود ندارد. در عربستان، تا سال ۲۰۱۹، ازدواج زیر ۱۵ سال رایج بود.

### لذت جنسی از نوزادان
شماری از فقیهان از جمله، سید روح‌الله خمینی لذت جنسی از کودک شیرخوار را هم جایز می‌دانند.

## مقایسه با کمونیسم و فاشیسم
نویسندگانی مانند استفان سلیمان شوارتز و کریستوفر هیچنز در کتاب‌های خود برخی از قسمت‌های اسلام را فاشیستی می‌دانند. نویسنده و تاریخ‌نگار اسکاتلندی، مالیس روسوِن که در مورد اسلام می‌نویسد، با تغییر نام «اسلام‌گرایی» به «فاشیسم اسلامی» مخالف است اما باور دارد که شباهت‌های قابلِ توجهی بین این دو تفکر وجود دارد.
الکساندر دل واله، فیلسوف فرانسوی نیز در نظریهٔ اتحاد قرمز-سبز-قهوه‌ای (کمونیسم-اسلامیسم-فاشیسم) خود، اسلام‌گرایی را با فاشیسم و کمونیسم مقایسه می‌کند.

## منتقدان اسلام

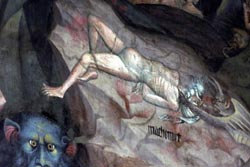
دانته آلیگیری در بخش نخست کمدی الهی پیامبر اسلام را مورد نقد قرار می‌دهد و در این تصویر شکنجه شدن محمّد در جهنم را ترسیم کرده‌است.

- یکی از مفصل‌ترین نوشتارها در نقد قرآن، کتاب نقد قرآن (نوشته سها) است.[۱۴۱]
- مسعود انصاری نیز یکی دیگر از روشنفکران ایرانی است که در ده‌ها کتاب خود، از جمله، در کتاب‌هایی چون: دین‌سازان بی‌خدا،[۱۴۲] از بادیه‌نشینی تا امپراتوری،[۱۴۳] بازشناسی قرآن،[۱۴۴] شیعه‌گری و امام زمان،[۱۴۵] روز قیامت در اسلام،[۱۴۶] نگاهی نو به اسلام،[۱۴۷] الله اکبر،[۱۴۸] زن در دام ادیان ابراهیمی[۱۴۹] و کورش بزرگ و محمّد بن عبدالله،[۱۵۰] به نقد و بررسی دین اسلام می‌پردازد.
- علی دشتی در کتاب «۲۳ سال»، عقاید پایه‌ای مسلمانان را مورد انتقاد قرار داد که قرآن از سوی خدا فرستاده نشده و تنها سخنان محمّد بوده‌است و قرآن، چیز تازه‌ای برای ارائه نداشته؛ بلکه، تنها افکار و عقاید دیگر را به شکل خودش گردآوری کرده و با سخنان شخصی محمّد، خود را مدعی کلام خدا بودن دانسته‌است.[۱۵۱] دشتی در اوایل حکومت جمهوری اسلامی، زندانی و شکنجه شده و به اعدام، محکوم شد.[۱۵۲]
- شجاع‌الدین شفا هم، در کتاب‌های «تولدی دیگر» و «پس از ۱۴۰۰ سال»، ادیان سامی و دین اسلام را نقد کرده‌است.
- احمد کسروی هم، از منتقدان مذهب تشیع است.[۱۵۳]

## تاریخچه یهود ستیزی در اسلام
یهودستیزی در جهان اسلام یکی از مباحثی است که از جهات تاریخی و دینی مورد بررسی قرار گرفته است. برخلاف باور رایج که یهودستیزی را به‌طور انحصاری به اروپا نسبت میدهد، تاریخ نشان میدهد که در بسیاری از مناطق جهان اسلام، به ویژه پس از شکل‌گیری این دین، رفتارهای خصمانه و تبعیض‌آمیز نسبت به یهودیان وجود داشته است. این برخوردها در دوره‌های مختلف تاریخی شدت و ضعف داشته، اما تحت تأثیر آموزه‌های دینی و سیاسی اسلام، همواره به شکلی پایدار باقی مانده است.

## آموزه‌های قرآنی و حدیثی درباره یهودیان
قرآن و روایات اسلامی یکی از منابع اصلی شکل‌ گیری نگرش منفی به یهودیان در جوامع اسلامی بوده است. قرآن در آیات متعددی از یهودیان به عنوان کسانی یاد میکند که نقض عهد میکنند، دچار گمراهی شده‌ اند و حتی در برخی آیات آنان را به «تحریف کلام الهی» متهم میکند (مثال: سوره بقره، آیات 61 و 75). در بسیاری از تفاسیر اسلامی، این آیات به عنوان پایه‌ای برای نقد و حتی دشمنی با یهودیان تلقی شده است.
احادیث و روایات اسلامی نیز به نوبه خود نقش بزرگی در تقویت این نگرش ایفا کرده‌اند. به عنوان مثال، روایتی از پیامبر اسلام نقل میشود که در آخرالزمان مسلمانان با یهودیان خواهند جنگید و «سنگ‌ها و درخت‌ها به سخن آمده، خواهند گفت که پشت آن‌ها یهودی پنهان شده است» و مسلمانان باید آن‌ها را بکشند. چنین روایاتی در طول قرون متمادی به ابزاری برای تشویق به نفرت و خشونت علیه یهودیان تبدیل شده است.

## وضعیت یهودیان در خلافت‌های اسلامی
با ظهور خلافت اسلامی، یهودیان به عنوان اهل ذمه (غیرمسلمانانی که تحت حکومت اسلامی زندگی می‌کردند) شرایط خاصی پیدا کردند. اگرچه آنان از حق حیات و عبادت در قبال پرداخت جزیه برخوردار بودند، اما با محدودیت‌ های شدیدی مواجه بودند. از جمله این محدودیت‌ها میتوان به تحقیر عمومی، اجبار به پوشیدن لباس‌های متفاوت، ممنوعیت در مناصب بالای حکومتی و منع از ساخت عبادتگاه‌ های جدید اشاره کرد. سیاست‌های تبعیض‌آمیز علیه یهودیان به‌ ویژه در دوران عباسیان و امویان به شکل رسمی اجرا میشد.

## رابطه اسلام و حقوق بشر
اسلام به دلیل برخی از قوانین و محدودیت‌های خود، در زمینه حقوق بشر با انتقادات گسترده‌ای روبه‌روست. در جوامع اسلامی، آزادی بیان به‌دلیل ممنوعیت انتقاد از مقدسات و جرم‌انگاری ارتداد، محدود شده و گاهی با مجازات‌های سنگینی همراه است. حقوق زنان در این جوامع به‌طور جدی محدود است؛ از جمله در مسائل ارث، حق طلاق، حجاب اجباری و مجازات‌های مرتبط با آن. حقوق اقلیت‌های مذهبی و آزادی تغییر دین نیز اغلب در اسلام نقض شده و با مجازات‌های سختی همراه است. همچنین، مجازات‌های فیزیکی مانند قطع عضو، شلاق و سنگسار به‌عنوان حدود شرعی اعمال می‌شوند که از دیدگاه حقوق بشر غیرانسانی و مغایر با کرامت انسانی تلقی میگردند

## یهودستیزی در دوره عثمانی و صفویه
در دوران عثمانی نیز یهودیان به عنوان اهل ذمه تحت فشارهای سنگین بودند. اگرچه در مقاطعی یهودیان به عنوان پزشکان دربار یا کارگزاران اقتصادی نقش داشتند، اما به دلیل فشارهای دینی و اجتماعی، وضعیت آن‌ها همیشه متزلزل بود. در ایران صفوی نیز یهودیان تحت فشار شدید شیعیان قرار داشتند. به ویژه در زمان شاه عباس، سیاست‌ های ضدیهودی شدیدی اجرا شد که یهودیان مجبور به تغییر دین یا ترک مناطق مختلف شدند.

## دوره‌های مدرن و نقش ایدئولوژی‌های اسلامی
با شکل‌گیری جنبش‌های ناسیونالیستی و اسلامی در قرون ۱۹ و ۲۰، یهودستیزی در جوامع اسلامی شکل تازه‌ای به خود گرفت. یکی از نمونه‌های برجسته در این دوره، تأثیر مستقیم ترجمه و انتشار «پروتکل‌های بزرگان صهیون» به زبان‌های عربی و فارسی است که در کشورهای اسلامی به عنوان مستندی علیه یهودیان مورد استفاده قرار گرفت. در دوران معاصر نیز، جریان‌های افراطی اسلام‌ گرا، همچون اخوان‌المسلمین و حماس، به ترویج یهودستیزی پرداخته‌اند و آموزه‌های اسلامی را به عنوان ابزاری برای توجیه خصومت‌های سیاسی و نظامی علیه یهودیان استفاده میکنند.

## تأثیر نزاع اسرائیل و فلسطین بر یهودستیزی در اسلام
یکی از عوامل تشدید یهودستیزی در جهان اسلام، نزاع طولانی مدت بین اسرائیل و فلسطینیان است. این نزاع سیاسی، زمینه‌ای فراهم کرده که جریان‌های اسلامی از آن برای تبلیغ یهودستیزی استفاده کنند. رهبران مذهبی و سیاسی در جهان اسلام از این نزاع به عنوان نمادی از مبارزه علیه «یهودیان ظالم» یاد می‌کنند و به تحریک احساسات ضدیهودی در میان جوامع اسلامی میپردازند.

## نقد معرفت‌شناختی اسلام
تجربه‌ی وحی؛ غیربازتولید پذیر و شخصی
یکی از مسائل بنیادین معرفت‌ شناختی کلان در نقد اسلام، به ماهیت اختیاری و شخصی تجربهٔ وحی باز میگردد تجربه‌ هایی مانند مکاشفه یا وحی، فاقد چارچوب سنجش، تکرار راهبردی یا ابزارآزمایی هستند این نوع تجربه‌ ها صرفاً  تجربه‌ های ذهنی هستند که نمیتوان آن‌ ها را به‌شکل عمومی و معیاری معتبر برای نقد و داوری علمی یا منطقی تبدیل کرد
جان هیک در نظریهٔ تطبیقی ادیان بر این نکته تاکید دارد که تجربه‌ های دینی به‌عنوان رویداد های ذهنی، قابل باز تولید یا تلیید با روش‌ شناسی‌ ای مشابه تجربه‌های علمی نیستند 
این تجربه‌ها هم‌چنین فاقد ویژگی ابطال‌ پذیری هستند؛ مفهومی که کارل پوپر آن را معیار تفکیک علمی از غیرعلمی میداند 
دور معرفتی وابستگی لایه‌ ای به متن مقدس
اعتبار وحی اسلامی در دو سطح به هم ارجاع داده میشود
قرآن مشروعیت وحی را بر اساس محتوای خود تایید میکند
در عین حال این متن وحیانی صرفا از طریق ادعای پیامبر و قرآن اعتبار مییابد
این وضعیت نوعی دور منطقی یا دور معرفتی است که منتقدان آن را نشانه‌ ای از ضعف ساختاری منطق دینی میدانند چرا که پیوند ادعا و اثبات در درون خود متن و سنت اسلامی بسته و متکی به خود متن برقرار شده‌ است
فقدان ابطال‌پذیری و چالش فلسفه علم
برای آن‌ که یک ادعا معرفتی تلقی شود باید قابلیت نقد، آزمون یا ابطال تجربی داشته باشد
گزاره‌ هایی مانند «فرشته جبرئیل این آیه را آورد» یا «قرآن از جانب خدا نازل شد» برای هیچ ابزار علمی یا تجربی قابل آزمون یا سخن‌ گفتن نیستند
بنابراین، از منظر فلسفه علم، این قبیل ادعاها خارج از چارچوب علوم تجربی قرار میگیرند، زیرا معیار ابطال‌ پذیری که آن را شرط اصلی علمی میدانند در آن‌ ها وجود ندارد
پاراچاله ایمانی و بحران مشروعیت عقلانی
عدم توانایی معرفتی وحی برای پاسخ‌ گویی به الزامات عمومی اعتماد و راستی‌آزمایی دیده میشود
همچنین در پاراچاله ایمانی اعتقاد بر وحی صرفا ناشی از باور یا التزام دینی است، نه بر پایه شواهد مستقل عقلانی یا تجربی
در نتیجه، برای کسانی که معیار های معرفتی عقل، تجربه و علم را معتبر میدانند، سیستم اندیشه اسلامی دچار بحران مشروعیت میشود 
```
حقیقت مطلق و معرفت بسته
```

در سنت اسلامی، قرآن به‌عنوان کلام کامل و نهایی خدا معرفی میشود این موضع معرفت‌شناسانه، امکان بازنگری، نقد و پیشرفت معرفتی را محدود میکند. در حالی که دانش مدرن، مبتنی بر تصحیح مداوم خطاها و موقتی بودن معرفت است اسلام سنتی، از منظری بنیادگرایانه، حقیقت را ثابت، نهایی و تغییر ناپذیر تلقی میکند.
حجیت تجربه شخصی در برابر علم عمومی
در تصوف و عرفان اسلامی، تجربه درونی و شخصی با خدا، منبعی برای شناخت حقیقت است اما در معرفت‌ شناسی مدرن، تجربهٔ شخصی به دلیل غیرقابل انتقال بودن، ذهنی بودن، و آسیب‌ پذیری در برابر خطای ادراکی، به‌ عنوان منبع قابل اتکا برای دانش عمومی پذیرفته نمیشود.
برای مثال، مکاشفه‌ های صوفیان، یا حتی تجربهٔ پیامبر در غار حرا، از دید معرفت‌شناختی مدرن، ممکن است خطای شناختی یا روان‌ پریشی تلقی شوند مگر این‌که بتوان آن‌ ها را به‌طور عمومی و باز تولید پذیر ارزیابی کرد